# Barrundia (Álava)
Barrundia ist eine 879 Einwohnern (Stand: 2024) zählende nordspanische Gemeinde in der Provinz Álava im Baskenland. Zu der Gemeinde gehören neben dem Hauptort Ozaeta die Ortschaften Audikana (spanisch Audicana), Dallo, Etxabarri Urtupiña (Echávarri-Urtupiña), Elgea (Elguea), Etura, Gebara (Guevara), Heredia, Hermua, Larrea, Marieta-Larrintzar (Marieta-Larrínzar), Marturana und Mendixur (Mendíjur). 

## Lage und Klima
Barrundia liegt im Osten des Stausees Embalse de Ullíbarri in einer Höhe von ca. 575 m. Die Gemeinde ist nach dem querenden Fluss Barrundia, einem Nebenfluss des Río Zadorra benannt. Das Klima ist gemäßigt bis warm.

## Bevölkerungsentwicklung
| Jahr      | 1970 | 1981 | 1991 | 2001 | 2011 | 2021 |
| Einwohner | 726  | 600  | 573  | 623  | 906  | 895  |

## Sehenswürdigkeiten
Ozeata
- Kirche Johannes der Täufer

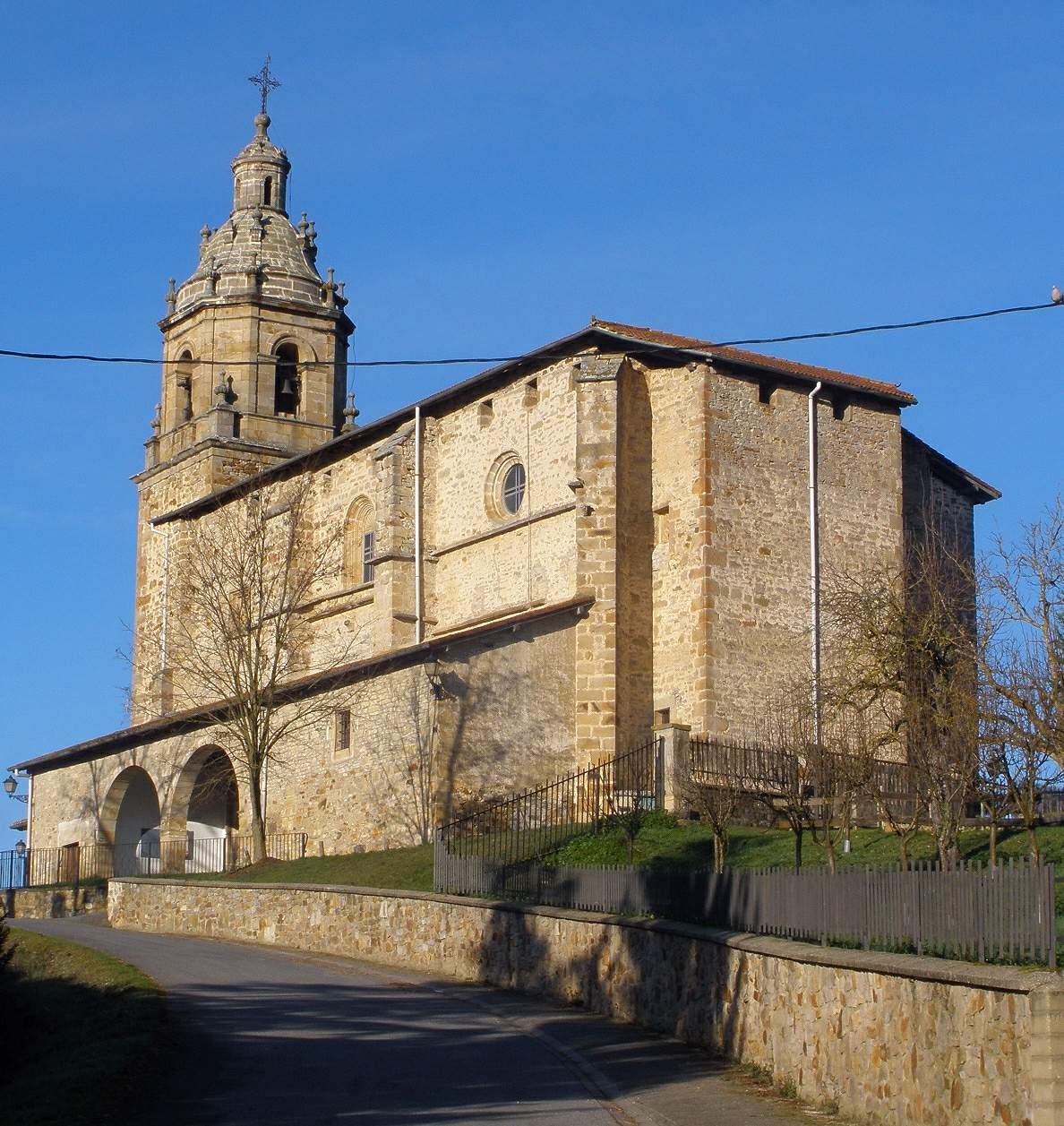
Johannes-der-Täufer-Kirche